# Ira (Nowy Jork)
Ira – miasto w Stanach Zjednoczonych, w stanie Nowy Jork, w hrabstwie Cayuga.